# Jordanne Whiley
Jordanne Whiley (ur. 11 czerwca 1992 w Birmingham) – brytyjska tenisistka niepełnosprawna, była liderka rankingu deblowego.

## Kariera w tenisie na wózkach
Startując w tenisie na wózkach wygrała 1 turniej wielkoszlemowy w grze pojedynczej oraz 12 w grze podwójnej. Zdobyła również cztery medale igrzysk paraolimpijskich: srebrny (Tokio 2020) i dwa brązowe w grze podwójnej (Londyn 2012, Rio de Janeiro 2016) oraz brązowy w singlu (2020). W mistrzostwach na zakończenie sezonu triumfowała dwukrotnie w grze podwójnej (2013, 2014). 
W rankingu ITF najwyżej była na 3. miejscu w singlu (6 czerwca 2016), oraz na 1. pozycji w deblu (20 lipca 2015). W przeciągu całej kariery Whiley zwyciężyła w 38 turniejach singlowych i 69 deblowych. 
W listopadzie 2021 roku ogłosiła zakończenie kariery.
Legenda
     W, wygrany turniej
     F, przegrana w finale
     SFW, wygrana w meczu o trzecie miejsce
     SF, przegrana w półfinale, SFP, przegrana w meczu o trzecie miejsce
     QF, przegrana w ćwierćfinale
     xR przegrana w x rundzie
     LQ, przegrana w kwalifikacjach
     RR, przegrana w fazie grupowej
     A, brak startu
     NH, impreza nie odbyła się

### Występy w Wielkim Szlemie

#### Gra pojedyncza
| Wielkoszlemowe turnieje w singlu na wózkach |                |                |                |                |                |    |    |   |    |    |    |
| Australian Open                             | QF             | A              | A              | SF             | QF             | QF | A  | A | A  | QF | A  |
| French Open                                 | QF             | A              | A              | QF             | QF             | SF | QF | A | A  | QF | QF |
| Wimbledon                                   | Nie rozgrywano | Nie rozgrywano | Nie rozgrywano | Nie rozgrywano | Nie rozgrywano | SF | QF | A | QF | NH | SF |
| US Open                                     | A              | NH             | QF             | QF             | W              | NH | A  | A | A  | QF | SF |

#### Gra podwójna
| Wielkoszlemowe turnieje w deblu na wózkach |    |    |    |   |    |    |    |   |    |    |   |
| Australian Open                            | SF | A  | A  | W | W  | SF | A  | A | A  | W  | A |
| French Open                                | SF | A  | A  | W | F  | W  | SF | A | A  | F  | F |
| Wimbledon                                  | SF | F  | F  | W | W  | W  | W  | A | SF | NH | W |
| US Open                                    | A  | NH | SF | W | SF | NH | A  | A | A  | W  | F |

### Turnieje Masters oraz igrzyska paraolimpijskie
| Turniej                  | 2008 | 2009           | 2010           | 2011           | 2012 | 2013           | 2014           | 2015           | 2016 | 2017           | 2018           | 2019           | 2020           | 2021 |
| ------------------------ | ---- | -------------- | -------------- | -------------- | ---- | -------------- | -------------- | -------------- | ---- | -------------- | -------------- | -------------- | -------------- | ---- |
| Turnieje Masters         |      |                |                |                |      |                |                |                |      |                |                |                |                |      |
| singel                   | A    | A              | A              | A              | A    | SF             | SF             | RR             | RR   | A              | A              | SF             | NH             | A    |
| debel                    | A    | RR             | F              | RR             | SF   | W              | W              | F              | A    | A              | A              | F              | NH             | A    |
| Igrzyska paraolimpijskie |      |                |                |                |      |                |                |                |      |                |                |                |                |      |
| singel                   | 1R   | Nie rozgrywano | Nie rozgrywano | Nie rozgrywano | 1R   | Nie rozgrywano | Nie rozgrywano | Nie rozgrywano | QF   | Nie rozgrywano | Nie rozgrywano | Nie rozgrywano | Nie rozgrywano | SFW  |
| debel                    | QF   | Nie rozgrywano | Nie rozgrywano | Nie rozgrywano | SFW  | Nie rozgrywano | Nie rozgrywano | Nie rozgrywano | SFW  | Nie rozgrywano | Nie rozgrywano | Nie rozgrywano | Nie rozgrywano | F    |